# 新龍屬
新龍屬（學名：Neosaurus）是種研究有限的盤龍目，屬於楔齒龍科。新龍生存於二疊紀早期，是異齒龍的近親，但體型較小，身長約1公尺。新龍的化石發現於法國汝拉省。
鴨嘴龍超科闊步龍的一種，密蘇里闊步龍（H. missouriensis），最早也曾被命名為Neosaurus，因為這個名稱已被新龍使用，後來改名為Parrosaurus，最後改為闊步龍（Hypsibema）。